# Medwediwka (obwód charkowski)
Medwediwka (ukr. Медведівка) – wieś na Ukrainie, w obwodzie charkowskim, w rejonie krasnohradzkim, w hromadzie Kehycziwka. W 2001 liczyła 625 mieszkańców, spośród których 598 wskazało jako ojczysty język ukraiński, 14 rosyjski, 10 białoruski, a 3 ormiański.